# Poesiomat (náměstí Míru)
Poesiomat na náměstí Míru je poesiomat, který se nachází na náměstí Míru, poblíže stanice pražského metra Náměstí Míru a kostela svaté Ludmily na Vinohradech v Praze 2.

## Historie a použití
Poesiomat na náměstí Míru je prvním poesiomatem (automatem na verše) na světě. Byl postaven v roce 2015 dle návrhu českého společenského aktivisty Ondřeje Kobzy, který jako první přišel s myšlenkou poesiomatů. V podstatě je to jukebox na poezii ve tvaru železné roury s ohybem jež vyčnívá z trávníku a kde si lze vybrat jednoho z dvaceti básníků a poslechnout si jeho verše. V nabídce jsou verše od Jaroslava Seiferta, Vladimíra Holana, Ivana Magora Jirouse, Egona Bondyho, Zbyňka Hejdy, Jáchyma Topola aj.

## Další informace
Místo je celoročně volně přístupné. Poblíže poesiomatu se nachází také socha Alegorie Míru a pomník bratří Čapků.